# Барбакан
Барбака́н (фр. barbacane — бойница, «сливно́е окно») — в западноевропейской средневековой архитектуре «внешнее сооружение замка или городских укреплений, обычно круглое в плане, для отражения атак на подступах к крепости». Термин восточного, возможно, арабского, происхождения (в латинской транскрипции: bab-khanah). Русский аналог, хотя и не полный — отводна́я стре́льница: фортификационное сооружение, предназначенное для дополнительной защиты входа в крепость.
Подобный вид фортификационного сооружения возник и, вероятно, получил название по аналогии с похожими переднеазиатскими постройками в эпоху Крестовых походов XI—XIII веков. Барбаканы бывают разных типов. Наиболее распространённый — в форме круглой башни, вынесенной за периметр стен крепости или замка и обеспечивающей круговой обстрел осаждающего крепость врага. Такой барбакан соединялся с крепостью ограждённым стенами проходом. Другой вариант представляет собой предмостное укрепление схожее с античными дипилонскими воротами. Третья разновидность — две симметрично расположенные башни, соединённые стеной с воротами, входом в крепость. Башню внутри крепости называли донжоном.
Как тип укрепления, барбакан возник в период перехода к бастионной системе и позднее, в XVI—XVII веках, трансформировался в равелин. В средневековье барбаканами также называли амбразуры, бойницы в крепостной стене, любые проёмы и даже машикули. Отсюда интерпретация термина «барбакан» во французских источниках: «сливно́е окно». Средневековых барбаканов в странах Западной Европы сохранилось всего пять. Один из них находится в Варшаве, самый известный — Хольстентор, или Голштинские ворота, в Любеке. Другие в Брюгге, Кракове и Амстердаме. К типу барбакана можно отнести и Круглую башню в Выборге.

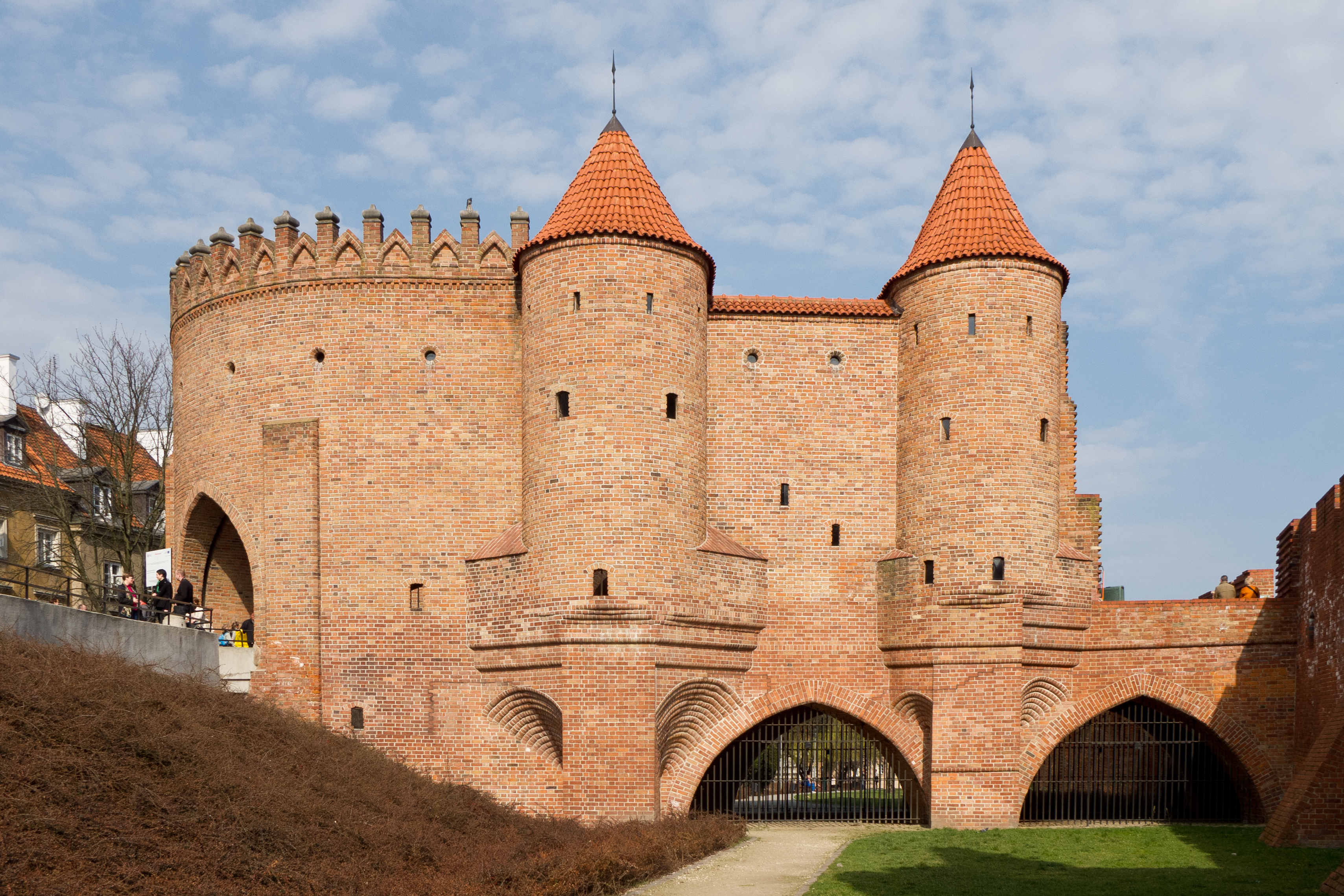
Барбакан в Варшаве. Середина XVI в.
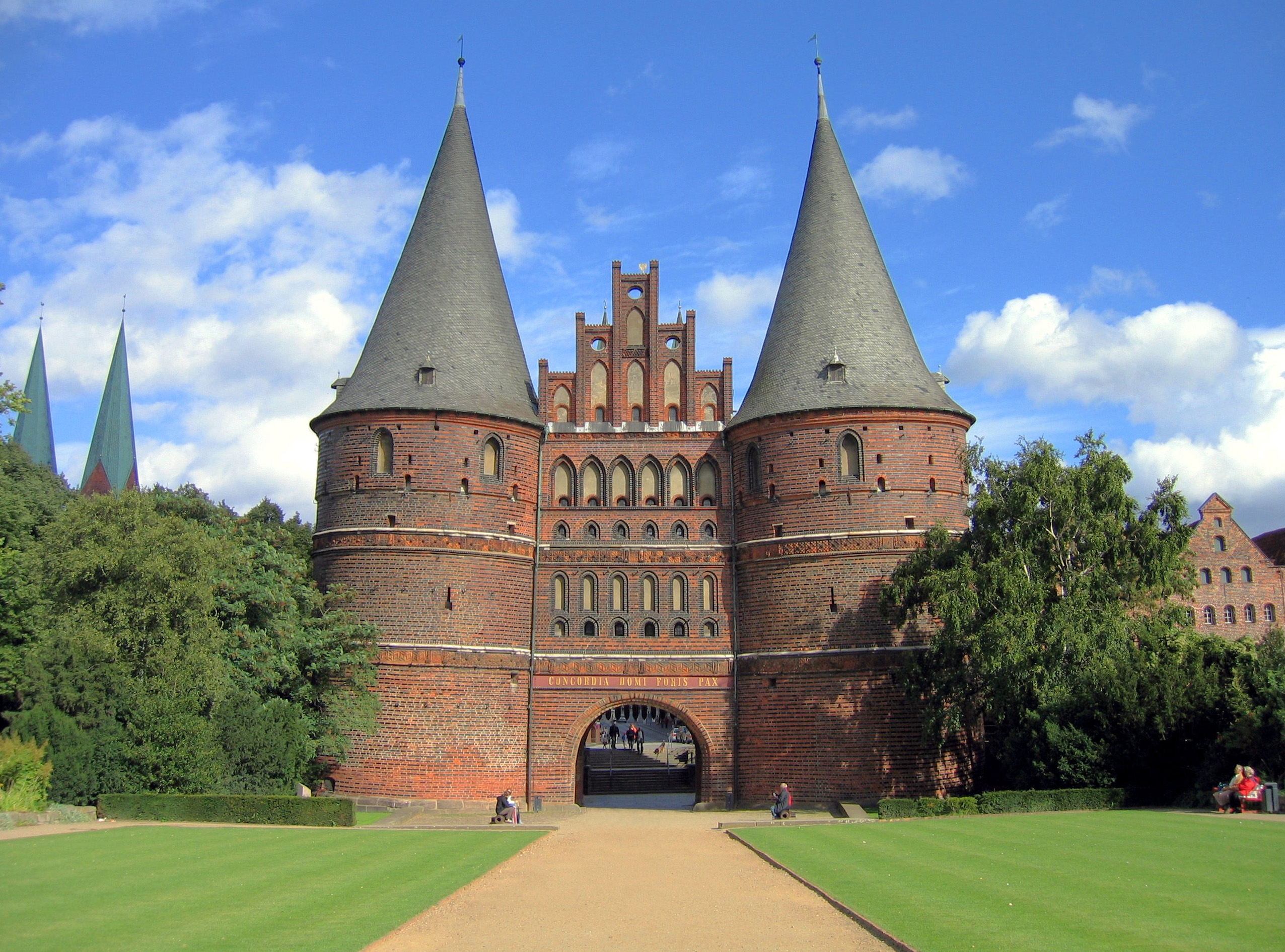
Хольстентор в Любеке. 1469—1478
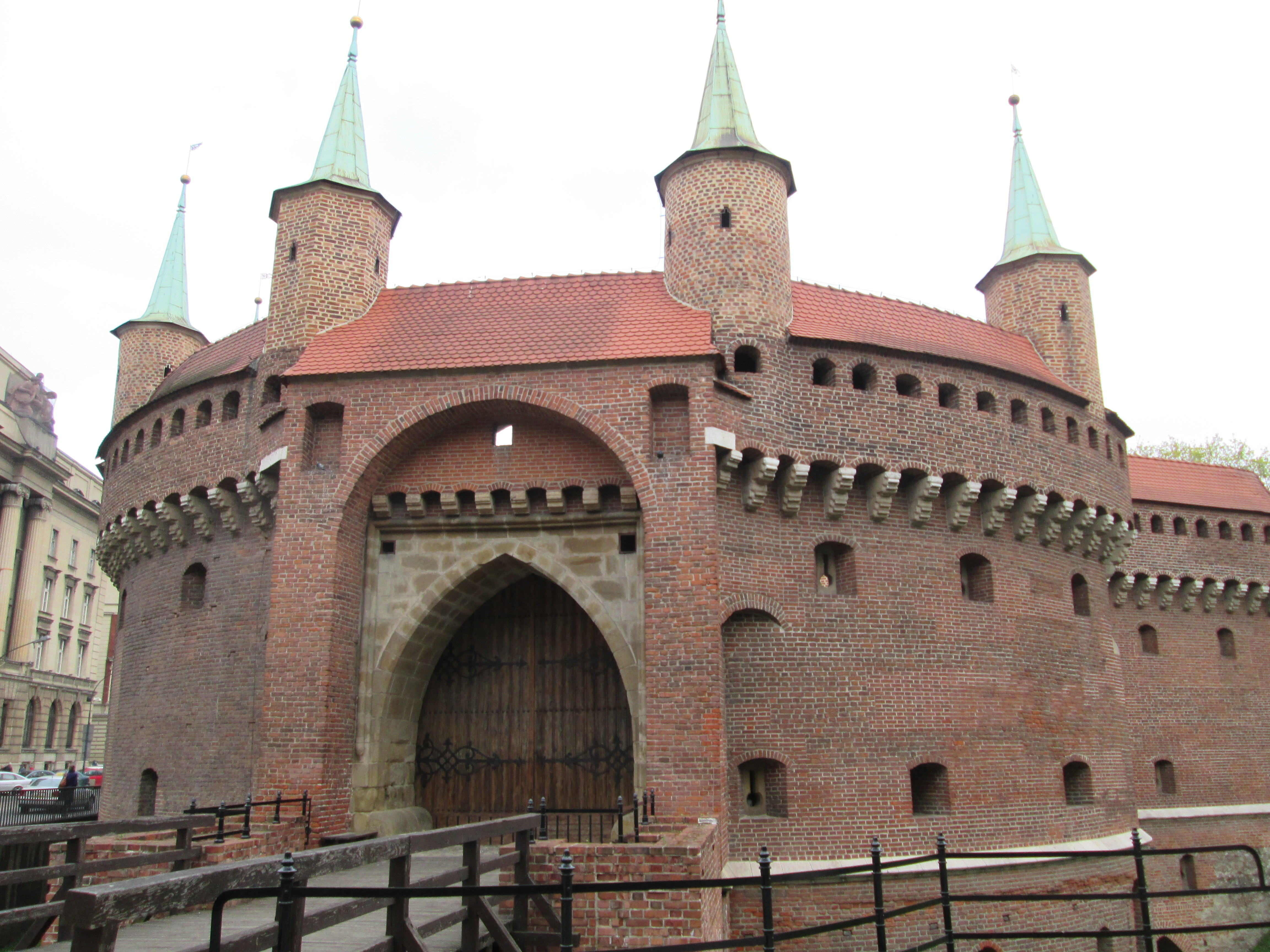
Барбакан в Кракове. 1498—1499
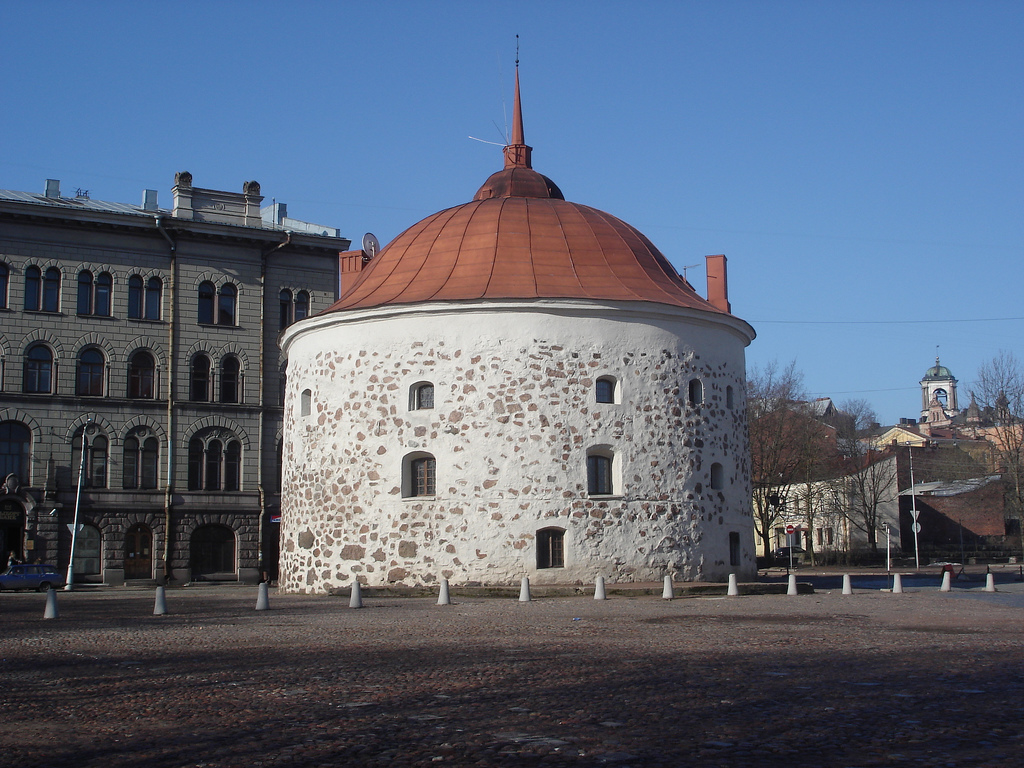
Круглая башня в Выборге. 1547—1550. Ханс Берген
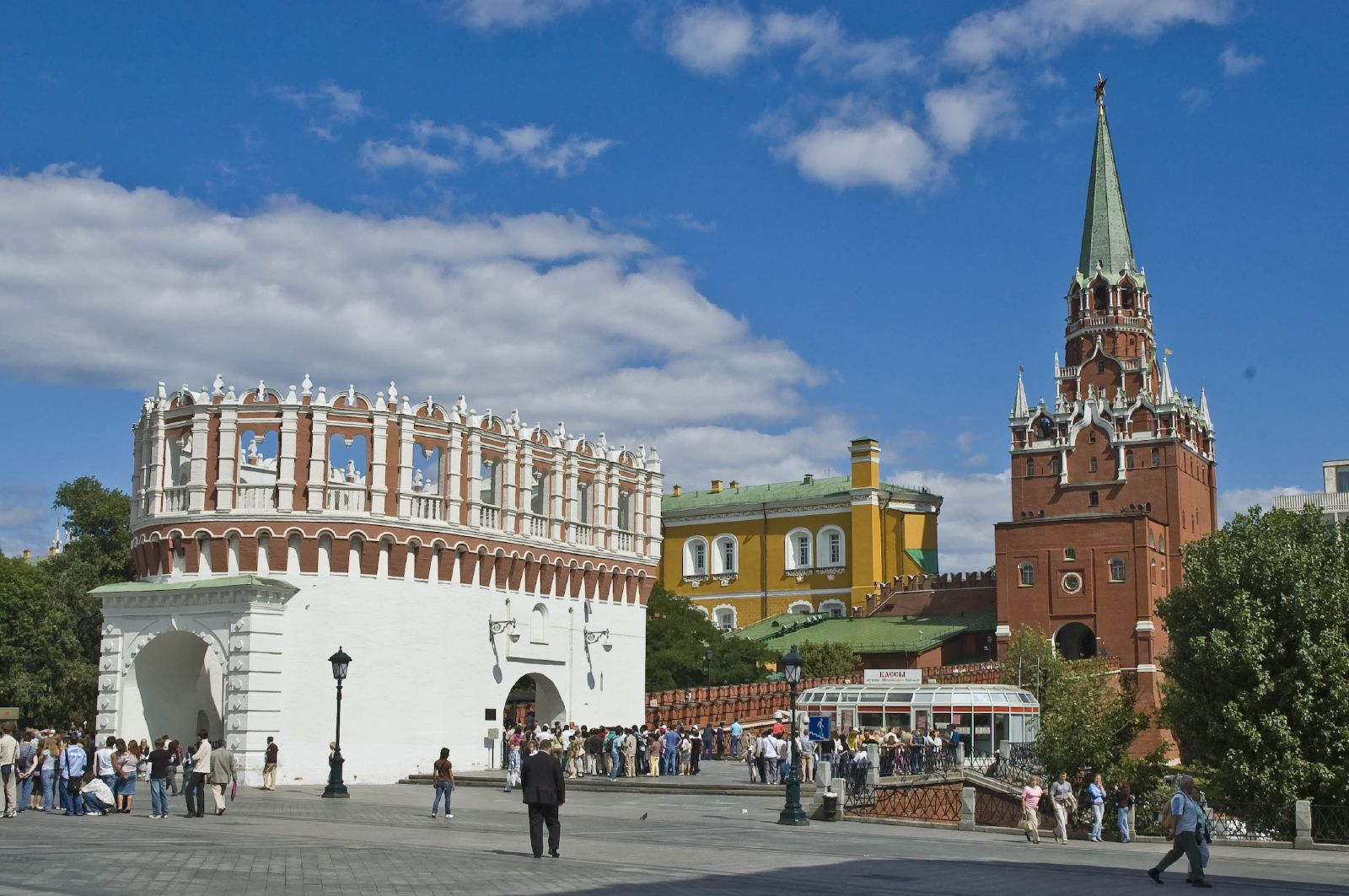
Кутафья башня, «отводная башня-стрельница» Московского кремля. 1495—1516. Архитектор Алевиз Фрязин (Старый)